# Tetramorium agile
Tetramorium agile är en myrart som beskrevs av Arnold 1960. Tetramorium agile ingår i släktet Tetramorium och familjen myror. Inga underarter finns listade i Catalogue of Life.